# ليلى رودريغيز ستال
ليلى رودريغيز ستال (ولدت في 30 مارس عام 1942م في سان خوسيه، كوستاريكا) وهي شخصية عامة من كوستاريكة ورسامة ونحاتة وفائزة بمسابقة ملكة جمال كوستاريكا في عام 1960م. نُصبت كسيدة كوستاريكا الأولى منذ عام 2002م حتى عام 2006م خلال رئاسة زوجها أبيل باتشيكو.

## سيرة شخصية
والد رودريغيز هو يوران رودريغيز رودريغيز ووالدتها ليلى ستال نافارو حيث ولدت في سان خوسيه، كوستاريكا في 30 مارس 1942م. وهي الأبنة الثالثة لأربعة أبناء. ثم التحقت رودريغيز بالمدرسة الابتدائية في مدرسة فيتاليا مادريجال.
ثم التحقت في البداية بالمدرسة الثانوية كلية السيدات، لكنها انتقلت لاحقًا إلى كلية قلب يسوع الأقدس في سان خوسيه. ثم التحقت بمدرسة بوسطن وأكاديمية الأعمال الأمريكية، حيث درست رودريغيز أيضًا الفن والرسم في مدرسة في شيكاغو، إلينوي، حيث عاشت لمدة خمس سنوات.
تزوجت رودريغيز من آبيل باتشيكو، وهو رئيس كوستاريكا المستقبلي، في 20 نوفمبر عام 1975م. أنجبا رودريغيز وباتشيكو ابنًا واحدًا هو فابيان. كما أنجب أبيل باتشيكو خمسة أطفال من زواجه الأول وهم: أبيل، وإلسا، يولاندا، سيرجيو وفاليريا.
و في خلال التسعينات، أقامت رودريغجز ما لا يقل عن أربعة معارض فنية رئيسية، بما في ذلك معرضان في نادي الاتحاد في عامي 1991م و 1995م، ومعرض فالانتي في عام 1993م، ومعرض يسمى «الاجتماع الثالث للسيدات الأوائل لأمريكا ومنطقة البحر الكاريبي» في عام 1993م. تم افتتاح معرض استروبي لعملها «المناظر الطبيعية لا تزال حية»، والذي يعرض لوحات المناظر الطبيعية والأرواح الساكنة، في المركز الثقافي في تشيلي في لوس يوسيس، كوستاريكا، في 25 أكتوبر عام 2002م.
عملت رودريغيز كسيدة أولى لكوستاريكا من عام 2002م إلى عام 2006م، فتحت قيادة رودريغيز، روجت مكتب السيدة الأولى لتاريخ كوستاريكا وهويتها الوطنية من خلال التركيز على ثلاثة مجالات: الثقافة والتجميل والفنون والبيئة. فكان تركيز برنامجها، الذي امتد ليشمل البلاد متنوعًا معتمدًا على الثقافة المحلية وتاريخ الكانتونات الفردية. كما قام مكتبها بتنسيق برامج أخرى، بما في ذلك عيادة للعيون وبناء مدرسة للأطفال ذوي الإعاقات العصبية، ودعم لأربع مؤسسات وهم: عالم التضامن وعالم الفرص وعالم النور والسلسلة الرئيسية. لم يتلقى مكتب السيدة الأولى أي تمويل وطني من حكومة كوستاريكا، ورداً على ذلك، طلبت رودريغيز تبرعات خاصة لتمويل برامجها، حيث وظفت بعضًا من موظفي المكتب البالغ عددهم 60 شخصًا مجانًا.